# زیردریایی آی-۲۹

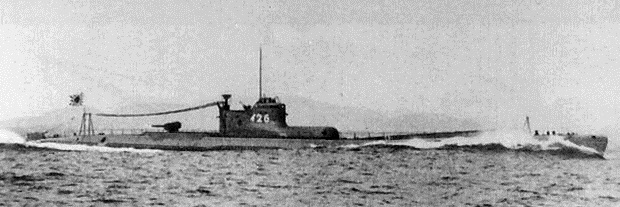
نمی روی آب

زیردریایی آی-۲۹ (به انگلیسی: Japanese submarine I-29) یک زیردریایی بود که طول آن 108.5 m (356.5 ft) بود. این زیردریایی در سال ۱۹۴۰ ساخته شد.